# Tunantada
La tunantada es una fiesta de la sierra peruana que se desarrolla en diversos distritos del Departamento de Junín, los bailes se dan en distintos meses del año pero principalmente inician desde 25 de diciembre y se extienden hasta el 20 de enero en los distritos de Masma, Julcán, Mantaro, Paca, Ataura, Huamali, Pancan, Muquiyauyo, Huaripampa, Huertas, Llocllapampa, San Pedro de Chunan, Yauli y Yauyos donde toma ribetes de fastuosidad sin igual celebrando la Festividad de los patronos del distrito: San Sebastián y San Fabián. Mediante esta danza los pobladores imitan a los conquistadores españoles. Fue declarada Patrimonio Cultural de la Nación.

## Características

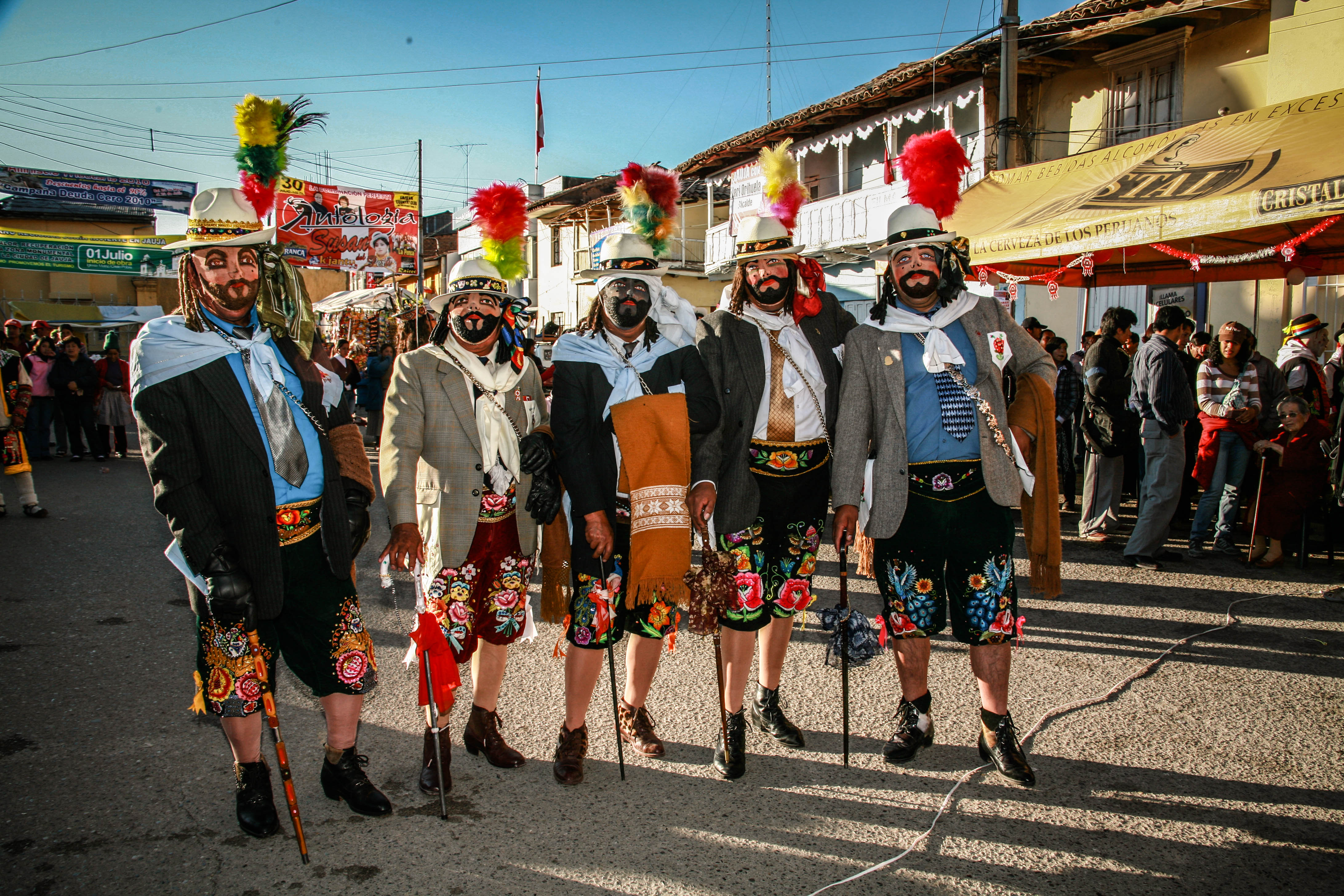
El Español, también llamado Príncipe, es un personaje que integra la Tunantada, originaria de Jauja.

Se habría originado como una sátira y remembranza de los personajes de la última época de la colonia, como una forma de llevar a la escena real la verdad de la sociedad de entonces.
La sátira se realiza mediante el disfraz. Los danzantes utilizan máscaras de malla de alambre, con ojos, bigotes y tez blanca pintada. Algunos de los participantes llevan bastón de mando y pantalones a la rodilla, imitando al estereotipo español colonial.
Es una danza que se ejecuta con un sentimiento desgarrador. La música inicialmente empieza con sonidos de violines y arpa, y entre los danzantes se identifican a las clases sociales del virreinato: al español como máxima autoridad y a los indios como sometidos a los blancos. Posteriormente se agregan a la música los sonidos de clarinetes, arpas, saxos, etc.

## Etimología
El vocablo Tunantada parece provenir de dos voces quechuas: Tunan "alturas" y Anti "autóctono" o salido de la sierra.
Otra versión identifica Tunantada con la palabra tunante, utilizada en España para definir a la persona astuta y hábil que obra en beneficio propio.

## Origen
El origen de esta fiesta se remontaría a la época inca. Los incas practicaban el desplazamiento forzado de pueblos rebeldes, quienes emigrarían a otras zonas de la sierra o la selva del país. A este tipo de desplazados internos se les denominaba mitimaes. Al parecer de esa forma los indígenas de Yauyos (serranía de Lima) fueron afincados en las faldas del cerro de Huancas, volviéndose "Huillaricos". 
Por otro lado, la tradición oral señala a Huaripampa como su lugar de origen. Éste fue el primer distrito creado de Jauja (29 de septiembre de 1570). Según se narra, los pobladores presenciaron la llegada del Virrey Toledo, quien pasó por la villa con todo su séquito (como era costumbre de los virreyes) al compás de la música. A partir de ese momento los huaripampinos trataron de imitar a estos personajes de forma satírica. 
Posteriormente, los autoridades virreinales fundan Villabario de Yauyos, donde construyen una capilla para venerar a San Sebastián, y desde entonces cada 20 de enero se realizan festejos en honor a su patrón, destacándose varias estampas como por ejemplo el jergakumo, la huaylejía, con corrida de toros, el jalapato y la tunantada.

## Personajes

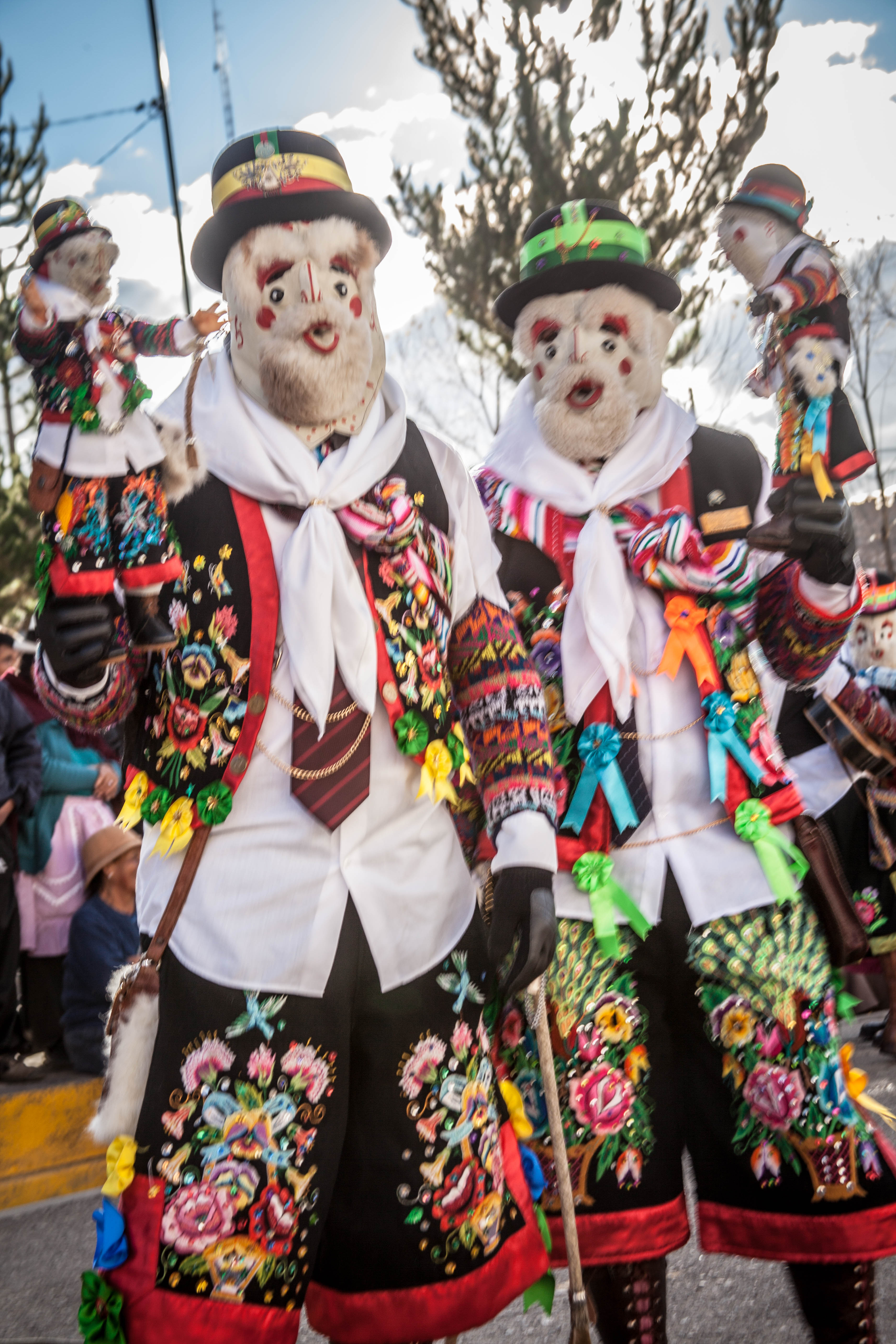
El chuto

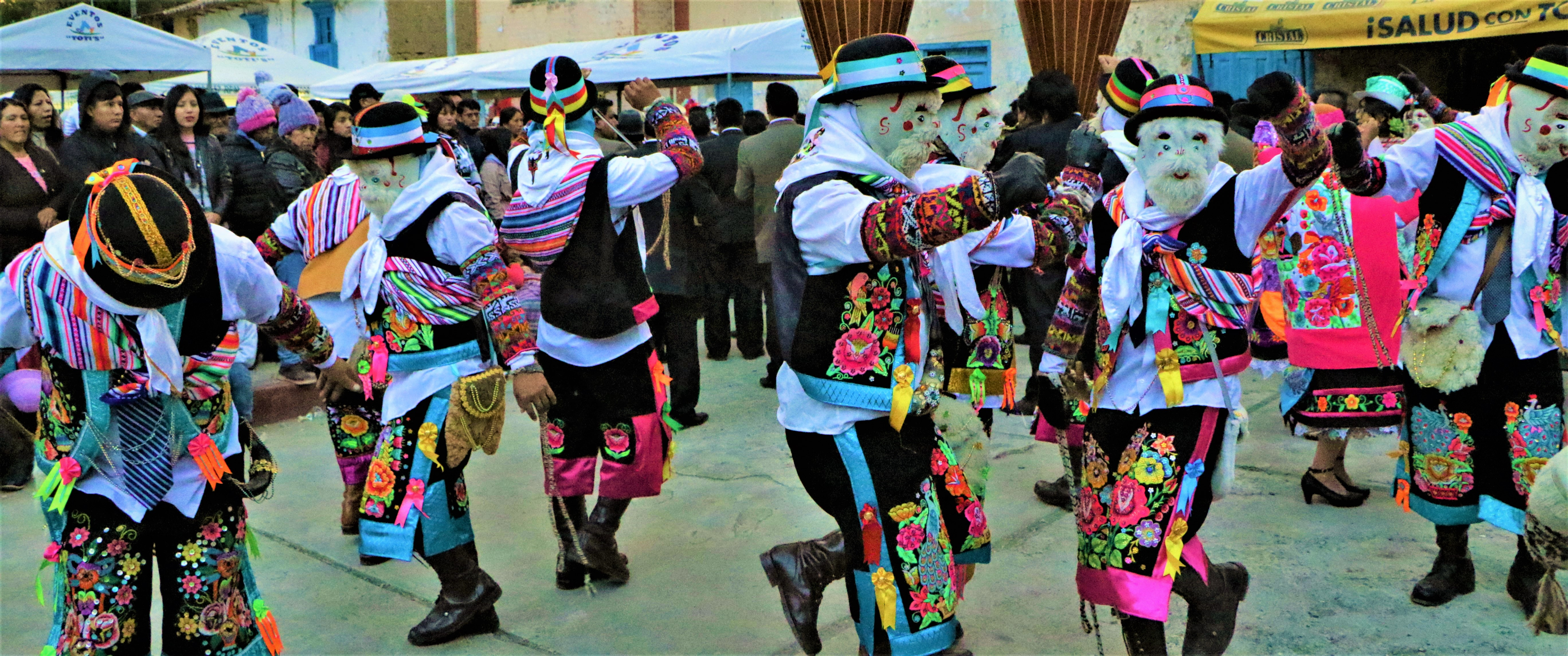

Los personajes de esta fiesta históricamente están en constante cambio, algunos desapareciendo y otros apareciendo y consolidándose.
- El Chuto: personaje  danzante, burlesco y satírico que representa al mestizaje. Utilizan el dialecto quechua Shausha-Wanka.[6] Personifica al criollo o al mestizo jaujino noble, que aspira a ascender en la pirámide social. De movimientos ágiles, busca ser un personaje jocoso. Viste un tongo (sombrero) de paño, pañuelo de seda, camisa, chaleco y botas de cuero, entre otras prendas.
- El Huatrila: representa al hombre de origen indígena, que se dedica a la agricultura y el pastoreo. Lo caracteriza su máscara cobriza, chullo de lana y camisa de bayeta, así como su baile de pasos elegantes.
- La Jaujina: De baile delicado y alegre, representa a la mujer mestiza, hija de sangre española y de linaje xauxa.
- El Tucumano: Representa al bravío arriero y comerciante que unía al Perú con el Río de la Plata, participante de la actividad comercial desplegada en Jauja durante la colonia. Sus pasos son más recios que los de los ya mencionados personajes.
- La Maria Pichana y el Auquish: Personajes de avanzada edad, proporcional a la picardía que demuestran en sus intentos por causar gracia entre el público con sus pasos y ocurrencias. Tanto el desgaste de sus prendas como los rasgos faciales expresados en sus máscaras demuestran su edad.
- El Uwish: Personaje con cabeza de carnero, de baile elegante y coqueto similar al chuto.
- El Abogado, Doctorcito o Tintirillo
- El Príncipe o Tunante: Representa al español, cúspide de la estructura social virreinal. Acaudalado y ocupante de importantes cargos, este personaje demuestra altivez en su paso y elegancia en el traje.
- La Cotuncha o Wanka: Representa a la mujer indígena de origen noble. Con gracia en el baile, exhibe las características de su condición privilegiada.
- El Boliviano o Jamille: Personifica al experto en plantas medicinales venido desde los Andes del sur, específicamente del altiplano

## Variantes

### La tunantada en Huaripampa

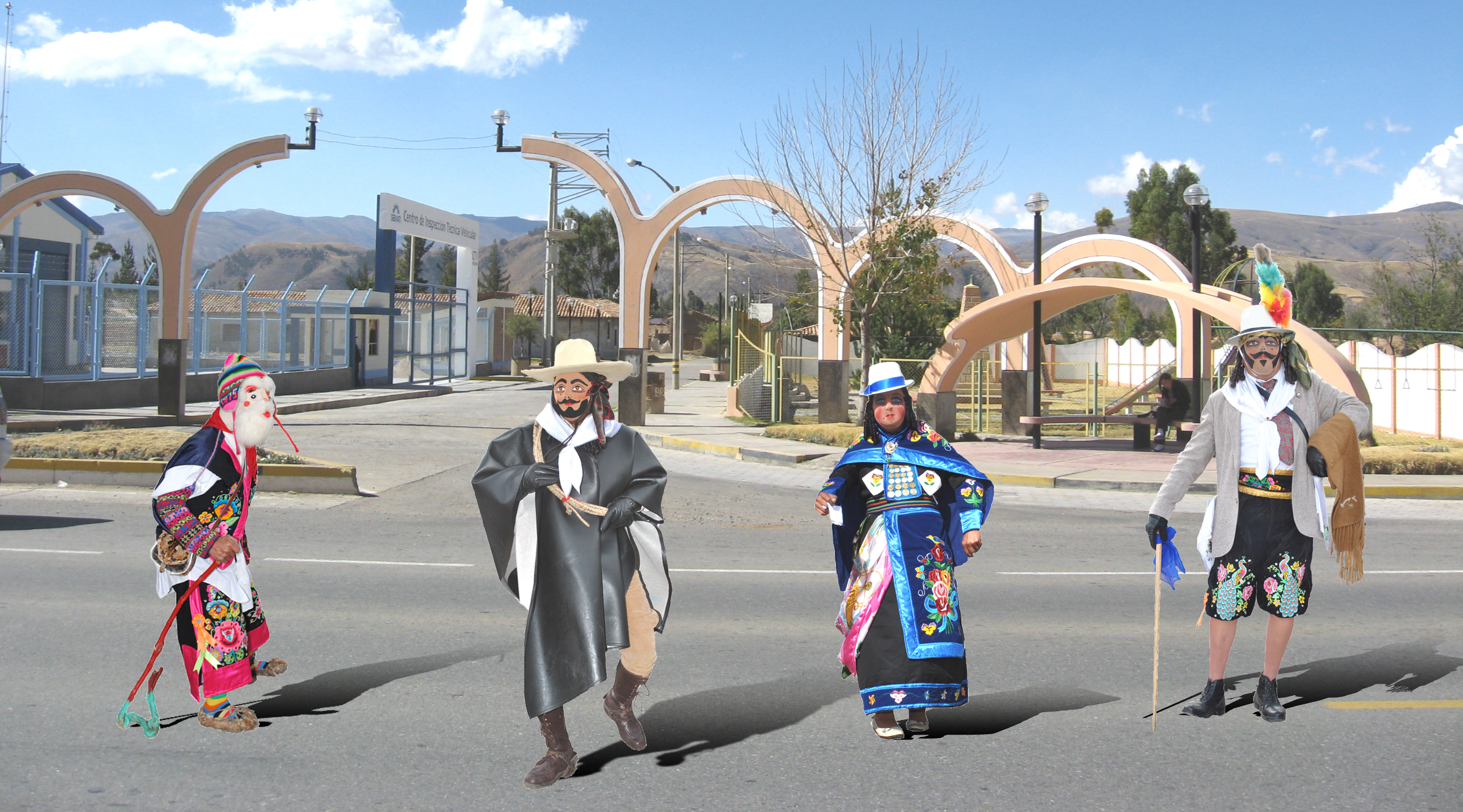
Huaripampa - Tunantada

Huaripampa resalta por conservar la autenticidad del ritmo de la música porque las orquestas que lo practican tienen un limitado número de ejecutantes, que difieren de otros pueblos del valle. La Asociación de Veteranos de Huaripampa se encarga de preservar el baile en esta forma auténtica, que se ejecuta todos los 6 de enero, por la Epifanía (llamada en Perú Bajada de Reyes).
Solo existen cinco personajes, con vestimentas muy serias, sin mucho colorido, bordada con hilo: el "chupaquino", la "chupaquina", el "indio", el "mula sua"(arriero) y el "doctor". El indio es el único personaje en el Valle del Mantaro que usa un bastón de madera de torcido natural (metralla), así como shucui, que es el zapato especialmente hecho de lana de carnero. La chupaquina usa una [anaco] de color negro, adornada con pañuelos y usa un sombrero de Jaujina.

### Otros
Esta fiesta folclórica también se baila en otras partes diferentes al Valle del Mantaro, como en el Valle de Yanamarca, Villa turística de Chuclú, Valle Azul, etc.